# Carol Mayo Jenkins
Carol Mayo Jenkins (Knoxville, 24 novembre 1938) è un'attrice statunitense, nota principalmente per aver interpretato il ruolo della professoressa Elizabeth Sherwood in Saranno famosi.